# Szabados Piroska
Szabados Piroska, 1899-ig Schaffer (Bonyhád, 1893. december 9. – Budapest, 1967. március 28.) magyar színésznő.

## Pályafutása
Szabados (Schaffer) Mór (1840–1907) pénzügyőri szemlész és Blau Laura (1853–1928) gyermekeként született. Apai nagyszülei Schaffer Éliás és Schiller Ilona, anyai nagyszülei Blau Salamon és Boscovitz Katalin voltak. Színészakadémiát végzett, majd 1917. augusztus havában Kolozsvárott kezdte a pályát. 1918-ban Kolozsvárott férjhez ment Nagy Adorján színészhez. 1920 decemberében az Andrássy úti Színházhoz szerződött. 1921. június 4-én A nagy komédiásnő című egyfelvonásosban nagy sikere volt a Belvárosi Színházban. (Lakatos László darabja.) Ugyanitt több Strindberg-szerepet is játszott. 1923. január 1-jén újra Kolozsvárra hívták. 1924. október 11-én bemutatkozott a Kamara Színházban, Solness építőmester Wangel Hilda szerepében. Az 1920-as években bekapcsolódott a feminista mozgalomba. 1930–31-ben az Új Színházban is játszott. 1933-ban fellépett a Magyar és a Belvárosi Színházban. Különösen a modern drámák komplikált lelki életű női szerepeiben vált ki. 1945–48-ban a Nemzeti Színház tagja volt, 1948-ban fellépett a Belvárosi Színházban mint vendég. 1951-től a Népművelési Minisztérium munkatársa, majd 1947 és 1950 között a Színészek Szabad Szakszervezetének nőtitkára volt. 1953–54-ben a Petőfi, 1954-ben az Úttörő, 1955 márciusa és júliusa között a József Attila, 1955–58-ban A Magyar Néphadsereg Színházában játszott. 

## Főbb szerepei
- Júlia (Shakespeare: Rómeó és Júlia)
- Júlia kisasszony (Strindberg)
- Hilda (Ibsen: Solness építőmester)
- Johanna (Heijermans: Remény)
- Bábaasszony (Háy Gy.: Tiszazug)
- Rachel (A nagy komédiásnő)
- Jeanne (Mámor)
- A leánytestvér (Gyermektragédia)